# Wish Me Away
Wish Me Away è un docu-film statunitense del 2011 diretto da Bobbie Birleffi e Beverly Kopf. L'opera, vincitrice di 12 premi cinematografici, parla della carriera della cantante country e attivista per i diritti LGBT Chely Wright.
Dopo alcune presentazioni in alcuni festival il film ha una distribuzione limitata nei cinema statunitensi il 1º giugno 2012.

## Trama
Il film vuole offrire uno sguardo dettagliato su Chely Wright, la prima cantante di musica country ad aver fatto coming out. Dopo una vita trascorsa a nascondere al pubblico la propria sessualità Chely ha trovato il coraggio di superare la cultura e gli stereotipi religiosi presenti a Nashville, che rappresentano il cuore conservatore della sua famiglia. Per tre anni i registi Bobbie Birleffi e Beverly Kopf hanno seguito i tormenti di Chely, alcuni dei quali registrati su video-diari privati, insieme al suo progetto per arrivare ad un coming out pubblico. Usando interviste con Chely, i suoi famigliari, persone importanti nella comunità di Nashville e i suoi superiori, il film s’inoltra in maniera dettagliata nella storia passata di Chely, fino alla sua affermazione come star della musica country. L'opera, successivamente, ci presenta tutti i passaggi più significativi che hanno convinto Chely a dichiararsi come lesbica. Dopo il suo coming out ci vengono mostrate le varie reazioni ad esso, in casa, nell’ambiente di Nashville e all’interno della comunità LGBT. Dalla dura lotta contro l’omofobia interiorizzata di Chely, che arrivò al punto di provare a suicidarsi per questo, fino alla trasformazione e alla scoperta di poter vivere autenticamente la propria vita. La lotta interiore di una cristiana a cui succede di essere omosessuale, la percezione di quanto fosse dannosa la cultura del “Don’t Ask Don’t Tell” fortemente presente a Nashville. Il film si conclude con l’emozionante esibizione davanti ad un pubblico di oltre 100.000 persone, preludio ad un eccitante futuro per la nostra eroina.

## Accoglienza

### Incassi
Il film ha incassato 17.346 dollari americani.

### Critica
Sull'aggregatore di recensioni Rotten Tomatos il film ha il 92% di recensioni positive con un voto medio di 7/10. Su Metacritic il film ha una valutazione di 66/100 basata su 7 critici.

## Riconoscimenti

### Vinti
Los Angeles Film Festival
Grand Jury Prize nella categoria miglior documentario
Frameline 35
San Francisco International LGBT Festival nella categoria miglior documentario
Nashville Film Festival
Premio del pubblico nella categoria miglior documentario
Palm Springs International Film Festival
Premio del pubblico nella categoria miglior documentario
Melbourne Australia LGBT Festival
Premio del pubblico nella categoria miglior documentario
Seattle LGBT Festival
Premio del pubblico nella categoria miglior documentario
Salem Film Festival
Alliance of Women Film Journalists “EDA AWARD” per la migliore regista donna
Philadelphia Q Fest
Premio della giuria nella categoria miglior documentario
Tallgrass Film Festival, Kansas
Golden Strand Award nella categoria miglior documentario
Pittsburgh LGBT Festival
Miglior documentario
Fresno Real Pride Film Festival
Premio del pubblico nella categoria miglior documentario
Atlanta Out on Film Festival
Premio della giuria nella categoria miglior documentario

### Candidature
Newfest Film Festival, New York City
Candidatura al premio Centerpiece
GLAAD Media Awards 2013
Miglior documentario